# България на летните олимпийски игри 1976
България участва на Летните олимпийски игри 1976 в Монреал, Канада.

## Медали

### Злато
- Иванка Христова – Атлетика, тласкане на гюле
- Светла Оцетова и Здравка Йорданова – Гребане по двойки
- Сийка Келбечева и Стоянка Груйчева – Гребане с едно гребло по двойки
- Нораир Нурикян – Вдигане на тежести, категория петел (56 кг)
- Йордан Митков – Вдигане на тежести, категория отсредна (75 кг)
- Хасан Исаев – Борба, свободен стил

#### Сребро
- Николина Щерева – Атлетика, бягане на 800 метра
- Мария Вергова-Петкова – Атлетика, хвърляне на диск
- Капка Георгиева-Панайотова, Гинка Гюрова, Марийка Модева и Рени Йорданова – Гребане с едно гребло четворки
- Георги Тодоров – Вдигане на тежести, категория перо (60 кг)
- Трендафил Стойчев – Вдигане на тежести, тежка категория (82.5 кг)
- Кръстьо Семерджиев – Вдигане на тежести, тежка категория (110 кг)
- Стоян Николов – Борба, класически стил тежка категория
- Камен Горанов – Борба, класически стил тежка категория
- Александър Томов – Борба, класически стил супер тежка категория

#### Бронз
- Йорданка Благоева – Атлетика, висок скок
- Владимир Колев – Бокс, полусредна категория
- Атанас Шопов – Вдигане на тежести, средно тежка категория (90 кг)
- Стефан Ангелов – Борба, класически стил супер лека категория
- Иван Колев – Борба, класически стил средна категория
- Димо Костов – Борба, свободен стил тежка категория
- Красимира Богданова, Диана Дилова-Брайнова, Надка Голчева, Красимира Гюрова, Петкана Макаеева, Пенка Методиева, Снежана Михайлова, Маргарита Щъркелова, Гиргина Скерлатова, Мария Стоянова, Пенка Стоянова и Тодорка Йорданова – баскетбол

## Резултати от спортовете

### Атлетика
100 метра
- Петър Петров

400 м с препятствия
- Янко Братанов

- серии – 51.84s
- полуфинал – 50.11s
- Финал – 50.03s (→ 6-о място)

Хвърляне на диск
- Велко Велев

- Квалификация – 63.54m
- Финал – 60.94m (→ 10-о място)

Хвърляне на копие-мъже
- Валентин Джонев

200 м жени
- Лиляна Панайотова-Иванова

800 метра жени
- Николина Щерева
- Светла Златева
- Лиляна Тодорова

1500 метра жени
- Николина Щерева
- Весела Яцинска
- Росица Пехливанова

100 метра с препятствия-жени
- Пенка Соколова

4×400 метра щафета
- Йорданка Иванова, Светла Златева, Иванка Бонова и Лиляна Тодорова

висок скок-жени
- Йорданка Благоева

дълъг скок-жени
- Лиляна Панайотова-Иванова
- Екатерина Недева

Тласкане на гюле
- Иванка Христова

- Финал – 21.16 m (→  Златен медал)

- Елена Стоянова

- Финал – 18.89 m (→ 8-о място)

Хвърляне на диск-жени
- Мария Вергова-Петкова

Хвърляне на копие-жени
- Йорданка Пеева

Петобой-жени
- Пенка Соколова

### Баскетбол

#### Женски отбор
- Списък на отбора

- Надка Голчева
- Пенка Методиева
- Петкана Макавеява
- Снежана Михайлова
- Красима Гюрова
- Красимира Богданова
- Тодорка Йорданова
- Диана Дилова
- Маргарита Щъркелова
- Маня Стоянова
- Гиргина Скерлатова
- Пенка Стоянова

- Треньор: Иван Гълъбов

### Бокс
лека категория-мъже (– 48 kg)
- Бейхан Фучеджиев
- Първи кръг – загуба от Жорже Ернандец (Куба), RSC-3

### Колоездене
Индивидуално трасе-мъже
- Стоян Бобеков – 4:58:35 (→ 49-о място)
- Иван Попов – не завършва (→ без класиране)
- Мартин Мартинов – не завършва (→ без класиране)
- Недялко Стоянов – не завършва (→ без класиране)

1000 м за време-мъже
- Димо Ангелов – 1:08.950 (→ 14-о място)

1000 м спринт-мъже (Scratch)
- Димо Ангелов – 15-о място